# Kurmi
Kurmi è il nome di una casta indù di coltivatori della pianura indo-gangetica orientale, nell'India settentrionale.

## Etimologia
Vi sono diverse teorie risalenti alla fine del XIX secolo riguardo l'etimo della parola Kurmi. Secondo il pandit Jogendra Nath Bhattacharya (1896) la parola potrebbe derivare da una lingua indiana tribale, o essere una parola composta derivante dal Sanscrito "krishi karm" termine traducibile come "esperto agrario, perito agrario". Una teoria dell'indologo Gustav Salomon Oppert (1893) sostiene invece che possa derivare da kṛṣmi "lavoratore agricolo".

## Storia

### Diciottesimo e diciannovesimo secolo
I documenti dell'epoca indicano che all'interno del Bihar occidentale, i Kurmis avevano stretto un'alleanza con il sovrano del clan Ujjainiya appartenente al gruppo dei Rajput. Molti leader della comunità Kurmi combatterono fianco a fianco del re Kunwar Dhir, del clan Ujjainiya, quando si ribellò contro i Moghul nel 1712. Tra i leader della comunità Kurmi che si unirono alla sua rivolta, e di cui si ha traccia, ci sono Nima Seema Rawat e Dheka Rawat.
Con il continuo declino del dominio Moghul all'inizio del XVIII secolo, gli abitanti dell'entroterra del subcontinente indiano, molti dei quali armati e nomadi, iniziarono ad apparire più frequentemente in aree abitate e interagire con cittadini e agricoltori. Molti nuovi sovrani del XVIII secolo provenivano da tali contesti nomadi. L'effetto di questa interazione sull'organizzazione sociale Indiana è durato fino al periodo coloniale. Per gran parte di questo tempo, i coltivatori e i pastori non elitari, come i Kurmi, facevano parte di uno spettro sociale che si fondeva indistintamente solo con le classi di proprietari terrieri elitari da un lato o con le classi servili e di intoccabili dall'altro.

I Kurmi erano famosi come contadini e orticoltori. Nell'Awadh occidentale e settentrionale, ad esempio, per gran parte del diciottesimo secolo, la nobiltà musulmana offrì ai Kurmi tariffe di affitto altamente scontate per ripulire la giungla e coltivarla. Una volta che la terra era stata portata stabilmente a regime agricolo, tuttavia, l'affitto della terra veniva in genere aumentato dal 30 all'80% in più rispetto al tasso iniziale. Sebbene in seguito i funzionari delle entrate britanniche ascrissero l'aumento dei canoni al pregiudizio tra le caste rurali d'élite nei confronti della gestione dell'aratro, il motivo principale fu la maggiore produttività del Kurmi, il cui successo risiedeva in un concime superiore.  Secondo lo storico Christopher Bayly,
Mentre la maggior parte dei coltivatori ha immediatamente sfruttato solo le terre intorno al villaggio e ha usato queste terre per coltivare cereali, i Kurmiti hanno evitato di usare sterco di animali come combustibile e hanno concimato le terre più povere più lontano dal villaggio (il manjha). Sono stati quindi in grado di coltivare preziose colture di mercato come patate, meloni e tabacco immediatamente intorno al villaggio, seminare cereali di qualità nel manjha e limitare i raccolti di sussistenza di miglio alla periferia. Una rete di insediamenti di Ganj (mercati rurali fissi) e di Kurmi o Kacchi potrebbe trasformare un'economia locale entro un anno o due.
Anche le influenze interculturali sono state avvertite. I coltivatori indù praticavano la fede nei tempi musulmani nelle piccole città fondate dai loro signori musulmani.  I Kurmis indù di Chunar e Jaunpur, per esempio, hanno preso l'abitudine musulmana di sposare i cugini di primo grado e di seppellire i loro morti.  In alcune regioni, il successo dei Kurmis come coltivatori portò alla proprietà terriera e a riconoscimenti di alto rango, come notato, ad esempio, da Francis Buchanan all'inizio del XIX secolo tra i Kurmis di Ayodhya,nell'Awadh. In precedenza, alla fine del XVIII secolo, quando Asaf-Ud-Dowlah, il quarto Nawab di Awadh, tentò di concedere il titolo kshatriya di Raja a un gruppo di influenti Ayodhya Kurmis proprietari terrieri, fu contrastato da un'opposizione unita di Rajput, che furono essi stessi (come descritto da Buchanan), "un gruppo di nuovi arrivati in tribunale, che erano stati contadini solo pochi anni prima ..." Secondo lo storico William Pinch:
I Rajput di Awadh, che insieme ai Bramini costituivano i principali beneficiari di quello che lo storico Richard Barnett definisce come "il permissivo programma di mobilità sociale di Asaf", non erano disposti a lasciare che la mobilità superasse certi confini socioculturali arbitrari. ... Le divergenti pretese di status nel diciannovesimo secolo (e precedenti) illustrano il fatto che per i non musulmani, mentre la varna era generalmente accettata come base per l'identità, in generale un accordo prevaleva minimamente sulla posizione dell'individuo e sulla jati all'interno di una gerarchia varna.
Sebbene la fattoria contadina libera fosse il pilastro dell'agricoltura in molte parti dell'India settentrionale nel XVIII secolo, in alcune regioni, una combinazione di fattori climatici, politici e demografici portò alla crescente dipendenza di coltivatori contadini come il Kurmi. Nella divisione di Varanasi, che era rientrata nelle aree di competenza della Compagnia delle Indie Orientali nel 1779, la carestia Chalisa del 1783 e la domanda incessante di entrate della compagnia ridussero lo status di molti coltivatori Kurmi. Un agente delle entrate britannico scrisse nel 1790 "Purtroppo accadde che durante la carestia di cui sopra una grande parte dei Kurmi, Kacchis e Koeris si trovassero in questo distretto e in altri soppiantati dai Bramini ..." e si lamentò della perdita di entrate agricole in parte a causa di "questa mutazione sfavorevole tra i coltivatori ..." .

Nella prima metà del diciannovesimo secolo, le pressioni economiche sulle grandi classi di proprietari terrieri aumentarono notevolmente. I prezzi dei terreni agricoli calarono nello stesso momento in cui la Compagnia delle Indie Orientali, dopo aver acquisito le Province Cedute e Conquistate (in seguito le province nord-occidentali) nel 1805, iniziò a spingere i proprietari terrieri a ottenere maggiori entrate. L'annessione di Awadh nel 1856 creò più paura e malcontento tra l'élite terriera e potrebbe aver contribuito alla ribellione indiana del 1857. Le pressioni economiche hanno anche aperto le aree marginali all'agricoltura intensiva e trasformato la fortuna dei contadini non d'élite, come i Kurmi, che li lavoravano. Dopo la ribellione, le classi dei possidenti terrieri, sconfitte ma ancora pressate economicamente nel nuovo Raj britannico, tentarono di trattare i loro mezzadri e operai come persone di bassa nascita e di ottenere da loro un lavoro non retribuito. Secondo l'antropologa storica Susan Bayly,
In alcuni casi si trattava di tentativi di prevenire il declino rinvigorendo o intensificando le forme esistenti di lavoro a servizio tradizionale. Altrove si trattava di richieste totalmente nuove, molte delle quali erano imposte a coltivatori e allevatori di bestiame "puliti" come , i Koeris amanti di Ram e Krishna,  i Kurmis e gli Ahir ... In entrambi i casi, queste chiamate erano rinforzate appellandosi alla teoria sanscrita di Varna e alla consuetudine delle caste brahmaniche. [...] I coltivatori Kurmi e Goala / Ahir che detenevano contratti di locazione da questi "signorotti" si trovarono identificati come Shudra, cioè persone incaricate di servire quelle delle superiori Kshatriya e Brahman varnas. 
Le classi di proprietari terrieri d'élite, come Rajput e Bhumihars, cercavano ora di presentarsi come portabandiera dell'antica tradizione indù. Allo stesso tempo, vi fu una proliferazione di rituali Brahmanici nella vita quotidiana dell'élite, una maggiore enfasi sulle linee di sangue pure, condizioni più severe poste sulle alleanze matrimoniali e, come notato da alcuni riformatori sociali di oggi, un aumento tra i Rajput dell'infanticidio femminile, una pratica che aveva poca storia tra i Kurmi.

La seconda metà del diciannovesimo secolo coincise in gran parte anche con l'avvento dell'era dell'etnologia - interpretata allora come scienza della razza - e del relativo studio delle società di tutto il mondo. Anche se in seguito furono screditati, i metodi di questa disciplina furono assorbiti con entusiasmo e adottati nell'India britannica, così come quelli della scienza emergente dell'antropologia. Spinte in parte dal fermento intellettuale della disciplina e in parte dalle pulsioni politiche sia in Gran Bretagna che in India, due visioni dominanti della casta emersero tra gli amministratori-studiosi dell'epoca. Secondo Susan Bayly:
Quelli come (Sir William) Hunter, così come le figure chiave di H. H. Risley (1851–1911) e il suo protetto Edgar Thurston, che erano discepoli del teorico della razza francese Topinard e dei suoi seguaci europei, hanno inglobato le discussioni sulle caste in teorie sulle caratteristiche fondamentali della razza determinate da caratteri biologici , ... I loro grandi rivali erano i teorici materiali o occupazionali guidati dall'etnografo e folclorista William Crooke (1848–1923), autore di uno dei sondaggi provinciali più letti su Caste e Tribù,  e altri influenti studiosi- funzionari come Denzil Ibbetson e E.A.H. Blunt.
Considerando la casta come una forza fondamentale nella vita indiana, Risley, in particolare, influenzò le visioni ufficiali come espresso sia nei censimenti dell'India britannica che nel Gazzettino Imperiale pubblicato da Hunter. Risley è meglio noto per l'attribuzione ora scontata di tutte le differenze di casta a proporzioni variabili di sette tipi razziali che includevano "Dravidian", "Aryo-Dravidian" e "Indo-Aryan". I Kurmi rientrarono in due di queste categorie. Nella mappa etnologica dell'India pubblicata nel Imperiale dell'India del 1909 e basata sul censimento del 1901 supervisionato da Risley, i Kurmi delle Province Unite furono classificati come "Aryo-Dravidian", mentre i Kurmi delle Province centrali furono annoverati tra i " Dravidiani" Nel censimento dell'India del 1901, le categorie del varna, il sistema a quattro livelli, furono incluse nella classificazione ufficiale delle caste, per l'unica volta . Nelle province unite (UP), i Kurmi erano classificati nella "Classe VIII: Caste da cui alcuni dei "nati due volte" avrebbero preso acqua e pakki (cibo cucinato con burro chiarificato), senza dubbio;" mentre, in Bihar, erano elencati sotto: "Classe III, Clean Sudra, Sottoclasse (a)". Secondo William Pinch, "la gerarchia di Risley (per le Province Unite) era molto più elaborata di quella per il Bihar, suggerendo che le lotte per le rivendicazioni della rispettabilità sociale potrebbero essere state più profondamente radicate nella metà occidentale della pianura gangetica".
Negli scritti dei teorici occupazionali, i Kurmis e gli Jats furono esaltati per la loro risolutezza, instancabilità e parsimonia che, secondo scrittori come Crooke, Ibbetson e Blunt, erano state in gran parte abbandonate dalle élite terriere . Crooke scrisse del Kurmi nel 1897:

Riguardano la tribù agricola più laboriosa e operosa della Provincia. L'industriosità delle sue mogli è divenuta un proverbio:
Bhali jât Kurmin, khurpi hât,
Khet nirâwê apan pî kê sâth.
"Una buona sorte è la donna Kurmi; prende il suo utensile e diserba il campo con il suo signore."
Secondo Susan Bayly,
A metà del diciannovesimo secolo, influenti specialisti delle entrate riferivano di poter nominare la casta di un possidente terriero semplicemente dando uno sguardo ai suoi raccolti. A nord, affermavano questi osservatori, un campo di "orzo di seconda scelta" sarebbe appartenuto a un Rajput o Brahman che era orgoglioso di evitare l'aratro e di isolare le sue donne. Un uomo del genere doveva essere incolpato per il proprio declino, ipotecando inutilmente le proprie terre per poi venderle per mantenere i suoi improduttivi dipendenti. Secondo la stessa logica, un rigoglioso campo di grano apparterrebbe a un coltivatore non nato due volte, essendo il grano una coltura che richiede abilità e impresa da parte del coltivatore. Queste, dicevano commentatori come Denzil Ibbetson e EAH Blunt, erano le qualità del "contadino" non patrizio - il parsimonioso Jat o il furbo Kurmi nell'India del Nord, .... virtù simili si ritrovano tra le popolazioni agricole minori , ovvero le persone conosciute come Keoris in Hindustan, ,,.

### Ventesimo secolo
Mentre le pressioni economiche sui gruppi terrieri patrizi continuarono per tutto il resto del diciannovesimo secolo fino all'inizio del ventesimo secolo, vi furono richieste crescenti di lavoro non retribuito diretto ai Kurmi e ad altri coltivatori non d'élite. Le richieste delle élite terriere erano accennate nelle dichiarazioni dei loro antichi diritti di proprietari terrieri "nati due volte" e del presunto umile, perfino servile, status del Kurmi, che richiedeva loro di servire..  A volte incoraggiati da comprensivi funzionari britannici e altre volte sostenuti da ondate di sentimento egualitario che venivano poi sposate dai movimenti devozionali Vaishnava, in particolare quelli basati sui Ramcharitmanas di Tulsidas, i Kurmi resistettero ampiamente a queste richieste. La loro resistenza, tuttavia, non prese la forma di negazione della casta o dell'imposizione basata sulla casta, ma piuttosto di disaccordo su quale fosse il loro posizionamento all'interno del sistema delle caste. Un attributo degno di nota del risultante movimento Kurmi-kshatriya era la leadership fornita da Kurmi istruiti che ora stavano riempiendo i livelli inferiori e medi dei lavori governativi. Secondo William Pinch:
Il testimone della leadership in questa fase passò all'ammanigliato Ramdin Sinha, una guardia forestale del governo che aveva acquisito notorietà dimettendosi dal suo incarico ufficiale per protestare contro una circolare provinciale del 1894 che includeva i Kurmis come una tra le  "comunità depresse" e li bandiva perciò dal reclutamento nel servizio di polizia. L'ufficio del governatore fu inondato di lettere da un pubblico indignato di Kurmi-kshatriya e fu presto costretto a annullare l'accusa in un comunicato del 1896 al dipartimento di polizia "Il suo onore [il governatore] è ... dell'opinione che quella dei Kurmis costituisca una rispettabile comunità che sarebbe riluttante ad escludere dal servizio pubblico. "
La prima associazione per la casta Kurmi era stata fondata nel 1894 a Lucknow per protestare contro la politica di reclutamento della polizia. A ciò seguì un'organizzazione di Awadh che cercava di attirare altre comunità - come i Patidari, i Maratti, i Kapu, i Reddy e Naidus - sotto l'ombrello del nome Kurmi. Questa organizzazione fece quindi una campagna per i Kurmis per classificarsi come Kshatriya nel censimento del 1901 e, nel 1910, portò alla formazione del Kurmi Kshatriya Mahasabha di tutta l'India (AIKKM). Contemporaneamente, i sindacati dei contadini di nuova costituzione, o Kisan Sabhas — composti da coltivatori e pastori, molti dei quali erano Kurmi, Ahir e Yadav (Goala), e ispirati da mendicanti indù, come Baba Ram Chandra e Swami Sahajanand Saraswati — denunciarono i proprietari terrieri Brahman e Rajput per la loro incapacità e la loro moralità falsa. Nella valle rurale del Gange del Bihar e nelle Province Orientali Unite, i culti Bhakti di Rama, l'incorruttibile dio-re Kshatriya della tradizione indù, e Krishna, il divino pastore di Gokul, si erano consolidati da molto tra Kurmi e Ahir. I leader dei Kisan Sabha esortarono i loro seguaci Kurmi e Ahir a rivendicare l'appartenenza ai Kshatriya. Promuovendo ciò che era pubblicizzato come virilità militare, i Kisan Sabhas spinsero per l'ingresso di agricoltori non elitari nell'esercito indiano britannico durante la prima guerra mondiale; formarono società di protezione delle mucche; chiesero ai loro membri di indossare il filo sacro dei nati due volte, e, in contrasto con le stesse tradizioni Kurmi, di segregare le loro donne alla maniera di Rajput e Brahmini.